# Facultatea de Litere a Universității Alecu Russo
Facultatea de Litere este una din cele mai vechi facultăți a Universității de Stat Alecu Russo din Bălți, Republica Moldova. Facultatea a fost fondată odată cu Institutul pedagogic în 1945. În cadrul facultății activează trei catedre: Limba Română, Literatura Română și Universală, Limba și Literatura Rusă, Limba și Literatura Ucraineană.

## Specializări
Ciclul I:
- Limba și literatura română și limba engleză;
- Limba și literatura română și limba franceză;
- Limba și literatura română și limba germană;
- Limba și literatura română și limba rusă;
- Limba și literatura rusă și limba română;
- Limba și literatura rusă și limba engleză;
- Limba și literatura ucraineană și limba română;
- Jurnalism;
- Științe ale comunicării;
- Limba și literatura romană (frecvență redusă);
- Limba și literatura rusă (frecvență redusă);
- Limba și literatura ucraineană (frecvență redusă).

Ciclul II:
- Limba și literatura română/rusă: varietăți temporale și spațiale;
- Didactici moderne ale disciplinelor filologice.

Ciclul III, studii de doctorat:
- Limba română;
- Literatura română;
- Limbi slave (limba rusă).